# Francisco Craveiro Lopes
Francisco Higino Craveiro Lopes (Lisboa, Portugal, 12 de abril de 1894 - Lisboa, Portugal, 2 de septiembre de 1964), político y militar portugués; decimosegundo presidente de la República Portuguesa bajo el Estado Novo.

## Biografía
Perteneciente a una familia de tradición militar, hijo de un general, Craveiro Lopes, ingresó en la Academia Militar de Lisboa, concluyendo sus estudios en 1911 y después estudió en la Universidad Técnica de Lisboa, para especializarse.
Inició en 1911 su carrera militar en la caballería, en la que participó hasta 1917, cuando decidió irse a la aviación, graduándose por un curso en la Academia Francesa de Aviación de Chartres.
Participante del Estado Novo, que encabezaba el primer ministro António de Oliveira Salazar, Craveiro Lopes ocupó de manera interina el puesto de Gobernador General de la India entre los años 1936 y 1938. Al salir del cargo fue a comandar la Base Aérea de Monte Real.

## Presidencia
Participando como general de legión y como parlamentario, Craveiro Lopes fue designado como candidato oficial de la Unión Nacional, para las elecciones presidenciales del año 1951, en reemplazo del fallecido presidente, general Óscar Carmona.
Fue elegido presidente sin competencia el 21 de julio de 1951. Su presidencia, la más tranquila del régimen salazarista, sería el origen de la debilitación del Estado Novo, debido a la mala relación personal con el verdadero jefe del gobierno, el ministro Salazar.
Considerado un hombre de consenso, la presidencia de Craveiro Lopes empezó a tambalearse de manera acelerada. Su frialdad de trato con el primer ministro, su autoritarismo y sus ganas de intervenir para no ser meramente un presidente decorativo, llevaron a que la oposición intentara seducir al presidente.
Bajo su presidencia se crearon diversas obras públicas para plasmar la solidificación del régimen y el auge económico que trajo a Portugal. Por sus intenciones de querer reemplazar a Salazar, el presidente Craveiro Lopes fue duramente criticado, tanto dentro como fuera del partido, por intentar cambiar el modelo de jefe de Estado "decorativo". Mantuvo excelentes relaciones con el exterior, abriendo a Portugal en diferentes instituciones, a pesar de estar dominado el país por una dictadura, además mantuvo el consenso entre el agitado ejército y la política civil del Estado Novo.
Al finalizar su mandato en 1958, Craveiro Lopes deseaba aspirar a un segundo periodo, sin embargo por sus hostilidades en el partido, se decidió por nominar al almirante Américo Tomás.
Craveiro Lopes, dolido por la nominación de Tomás, que ganaría, se sintió desconforme y se retiró de la política activa, acercándose cada vez más a la oposición del Salazarismo.
Dio a lo largo de su mandato muchas pruebas de integridad, no aceptando nunca otros regalos que no fueran pequeños recuerdos personales de escaso valor. En cierta ocasión, su hijo Nuno le solicitó el envío de un coche oficial para recogerle en Caxias, ya que el tren en que viajaba con su esposa había sufrido un accidente. Lopes, después de comprobar que ambos se encontraban bien, se negó, alegando que se trataba de dar a un vehículo del Estado un uso particular, y sugirió a su hijo que tomara un taxi. Puede leerse esta anécdota en la versión portuguesa de este artículo.

## Muerte
Fue nombrado Mariscal de la Fuerza Aérea y premiado en diversas oportunidades. Tras gobernar empezaron a aparecer ansias de cambio en Portugal, las cuales al parecer Craveiro Lopes apoyó, ya que se dice que estuvo estrechamente vinculado a la intentona de golpe de Estado de Botelho Moniz, contra Salazar y Américo Tomás en abril de 1961. Falleció alejado de la vida pública en 1964. Sus restos mortales están en el panteón familiar del cementerio lisboeta de Prazeres.

## Galería
Francisco Craveiro Lopes en una estampilla brasileña de 1957

## Reconocimientos
- Gran Cruz de la Orden de Cisneros (1949)[2]
- Gran Collar de la Orden Imperial del Yugo y las Flechas (1953).[3]